# Portable anymap

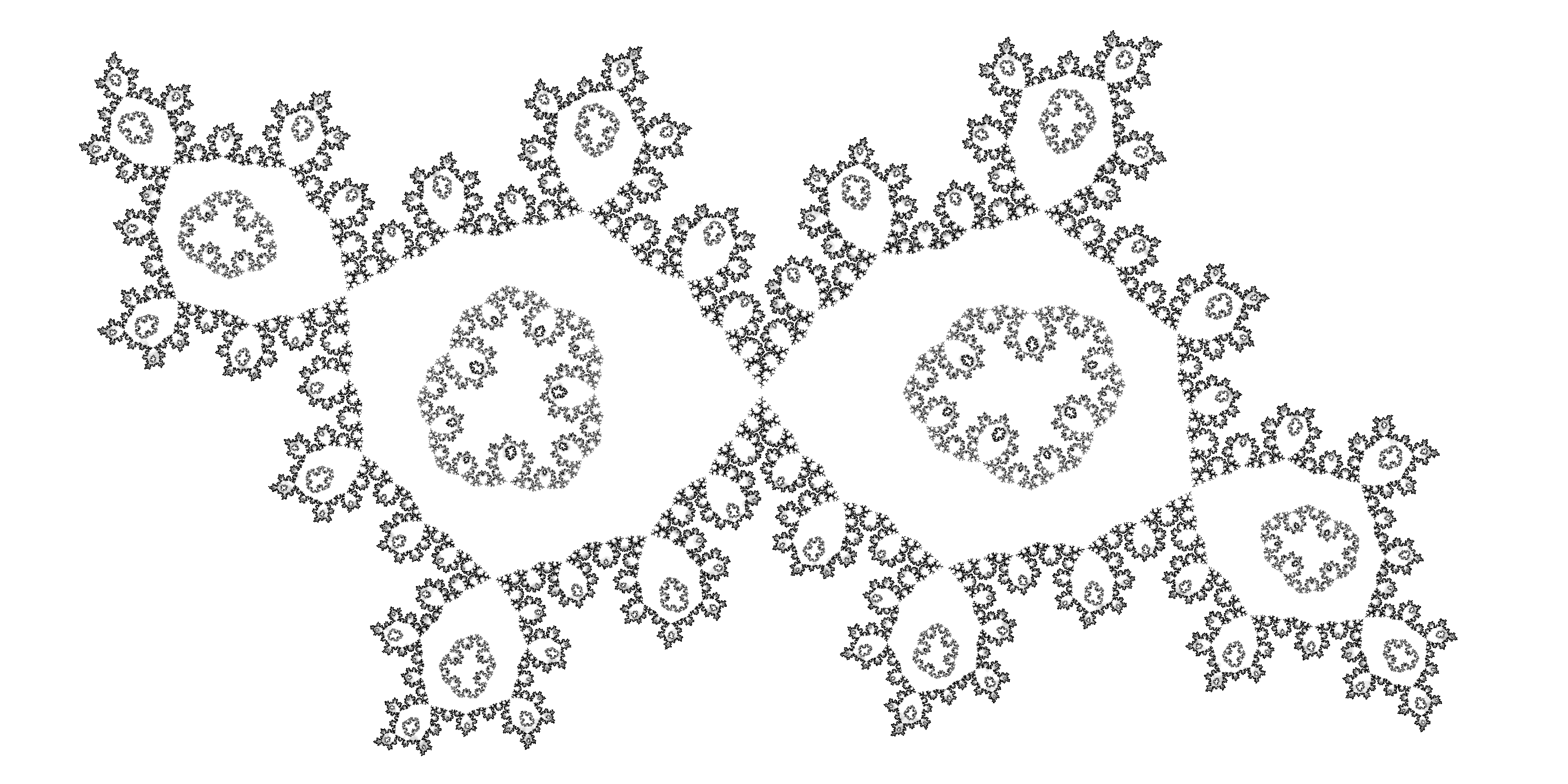
Program w C++ tworzący plik PGM

PPM (ang. portable pixmap), PBM (ang. portable bitmap) oraz PGM (ang. portable graymap) – formaty zapisu grafiki rastrowej, używane głównie do wymiany danych graficznych między różnymi narzędziami graficznymi. Wszystkie trzy formaty określane są wspólnie jako PNM (ang. portable anymap) i oznaczają:
- PBM zawiera obraz czarno-biały – 1 bit na piksel;
- PGM zawiera obraz w odcieniach szarości – 8 bitów na piksel;
- PPM zawiera obraz kolorowy (RGB) – maksymalnie 24 bity na piksel w trybie binarnym i do 48 bitów w trybie tekstowym.

## Opis formatu
Przykładowy tekstowy plik PBM przedstawiający literę J:
```
P1
# komentarz
6 10
0 0 0 0 1 0
0 0 0 0 1 0
0 0 0 0 1 0
0 0 0 0 1 0
0 0 0 0 1 0
0 0 0 0 1 0
1 0 0 0 1 0
0 1 1 1 0 0
0 0 0 0 0 0
0 0 0 0 0 0
```

Plik zawiera kolejno:
- nagłówek:
  - P1 lub P4 dla PBM
  - P2 lub P5 dla PGM
  - P3 lub P6 dla PPM
- szerokość
- wysokość
- maksymalną wartość składową koloru (tylko PPM i PGM)
- wartości kolejnych pikseli (lub ich kolorów składowych dla PPM) zapisane tekstowo (dla P1, P2, P3) lub binarnie (dla P4, P5, P6).

Obowiązuje też kilka zasad odnośnie do zapisu:
- Wszystkie wartości zapisane są dziesiętnie i oddzielone dowolną liczbą znaków niedrukowalnych (spacja, tabulator, znak nowej linii).
- Znaki od „#” do końca linii są pomijane.
- Linie nie powinny być dłuższe niż 70 znaków.
- Dane binarne muszą znajdować się zaraz za rozmiarami obrazu (oddzielone tylko jednym znakiem niedrukowalnym).
- Wartości kolorów składowych występują w kolejności: czerwony, zielony, niebieski.

Starsze programy mogą nie odczytywać prawidłowo plików PNM o maksymalnej wartości składowego koloru większej niż 255 (48-bitowych) zapisanych binarnie.

## Netpbm
Netpbm to zestaw narzędzi do wsadowej konwersji i przetwarzania grafiki, operujący na plikach PNM. Pakiet składa się z wielu programów wykonujących proste czynności np.:
- jpegtopnm – konwertuje pliki JPEG na pliki PNM
- pnmtopng – konwertuje pliki PNM na pliki PNG
- pnmscale – skaluje pliki PNM
- pnmrotate – obraca pliki PNM

Aby utworzyć miniaturę pliku JPEG wystarczy wydać polecenie:
```
jpegtopnm
 
plik.jpeg
 
|
 
pnmscale
 
-xsize
 
64
 
|
 
pnmtojpeg
 
>
 
minatura_plik.jpeg

```

Z pomocą powłoki bash można bardzo prosto utworzyć miniatury wszystkich plików JPEG w bieżącym katalogu:
```
for
 
plik
 
in
 
*.jpeg
 
*.jpg
 
;
 
do
 
jpegtopnm
 
${
plik
}
 
|
 
pnmscale
 
-xsize
 
64
 
|
 
pnmtojpeg
 
>
 
minatura_
${
plik
}
 
;
 
done

```